# Caixas
Caixas település Franciaországban, Pyrénées-Orientales megyében. Lakosainak száma 131 fő (2022. január 1.). Caixas Saint-Michel-de-Llotes, Corbère, Camélas, Castelnou, Montauriol, Calmeilles, Prunet-et-Belpuig, Boule-d’Amont és Casefabre községekkel határos.

## Földrajz

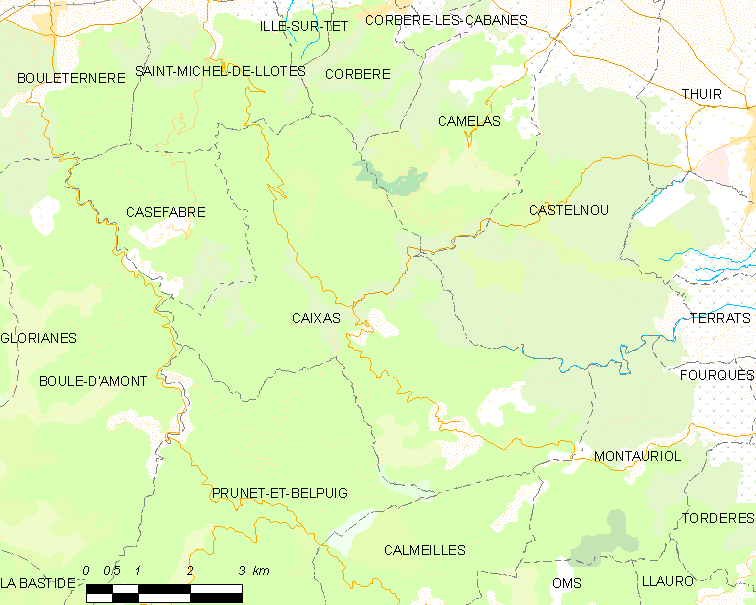
Caixas térképe

## Népesség
A település népességének változása:
| Lakosok száma | 137  | 145  | 148  | 142  | 138  | 134  | 134  | 133  | 131  |
|               | 2013 | 2015 | 2016 | 2017 | 2018 | 2019 | 2020 | 2021 | 2022 |